# Цискаридзе, Зураб Зурабович
Зура́б Зура́бович Цискари́дзе (груз. ზურაბ ზურაბის ძე ცისკარიძე, англ. Zourab Tsiskaridze; род. 8 сентября 1986, Тбилиси) — грузинский футболист, полузащитник. Выступал за сборную Грузии.

## Биография
Отец — оперный певец Зураб Цискаридзе, после распада СССР переехавший в США. Сам Зураб с 1991 года жил в Польше с матерью и отчимом, и лишь весной 2001 года переехал к отцу. Владеет английским, русским, испанским, португальским, французским, польским языками. На родном грузинском языке говорил в детстве, впоследствии его забыл.
Футболом начинал заниматься в Польше. В США окончил среднюю школу и получил футбольное образование. В 2004 году перебрался в Бразилию, где играл за молодёжные составы «Интернасьонала» из Лимейры и «Гремио Баруэри». В 2007 году Зураб вернулся в США, присоединившись к резервной команде «Канзас-Сити Уизардс».
В том же году он подписал первый профессиональный контракт, присоединившись к клубу «Сет», представлявшему третью лигу Франции. Отыграв за французский коллектив семь матчей, он вновь переехал в США, где подписал контракт с клубом «Майами», за который дебютировал 19 апреля 2009 года в матче с «Кливленд Сити Старз», на 83-й минуте выйдя на поле вместо Вальтера Рамиреса. 13 июня в игре с «Ванкувер Уайткэпс» Зураб забил свой первый мяч в профессиональной карьере, отличившись на 10-й минуте.
2 декабря Цискаридзе подписал контракт сроком на один год с клубом «Ванкувер Уайткэпс». Впервые в футболке нового клуба он вышел 12 апреля 2010 года в игре с «Миннесота Старз». 19 октября руководство команды отказалось продлевать контракт с Цискаридзе, и он получил статус свободного агента.
17 февраля 2011 года Зураб подписал контракт с другим канадским клубом «Монреаль Импакт», выступавшем в Североамериканской футбольной лиге и чемпионате Канады. 10 апреля в матче NASL Зураб первый раз появился на поле в составе монреальцев в гостевом матче с «Тампа-Бэй», завершившемся поражением с минимальным счётом.
Отыграв в общей сложности двенадцать матчей за команду, 19 августа Цискаридзе перебрался в российскую Премьер-лигу, подписав контракт с пермским «Амкаром» на три года. Уже на следующий день Зураб дебютировал в чемпионате России в матче с «Рубином», заменив на 54-й минуте Андрея Секретова. После того, как из «Амкара» был уволен Рашид Рахимов, а его место занял Миодраг Божович, Цискаридзе ни разу не появился на поле. После начала зимней паузы в чемпионате было объявлено, что Цискаридзе выставлен на трансфер. 28 мая 2012 года было объявлено, о том, что контракт между клубом и футболистом расторгнут досрочно по обоюдному согласию.
В 2012—2013 годах играл в клубе второго по силе шведского дивизиона «Йёнчёпингс Сёдра», в одном из матчей забил гол со своей половины поля. В 2014 году провёл два матча за клуб из Таиланда «Бангкок Гласс», с 2015 года — в составе клуба «Сан-Антонио Скорпионс», в матче против команды «Миннесота Юнайтед» также забил гол из-за центральной линии.